# Graugés
|  | Per a altres significats, vegeu «Graugés (Borredà)». |

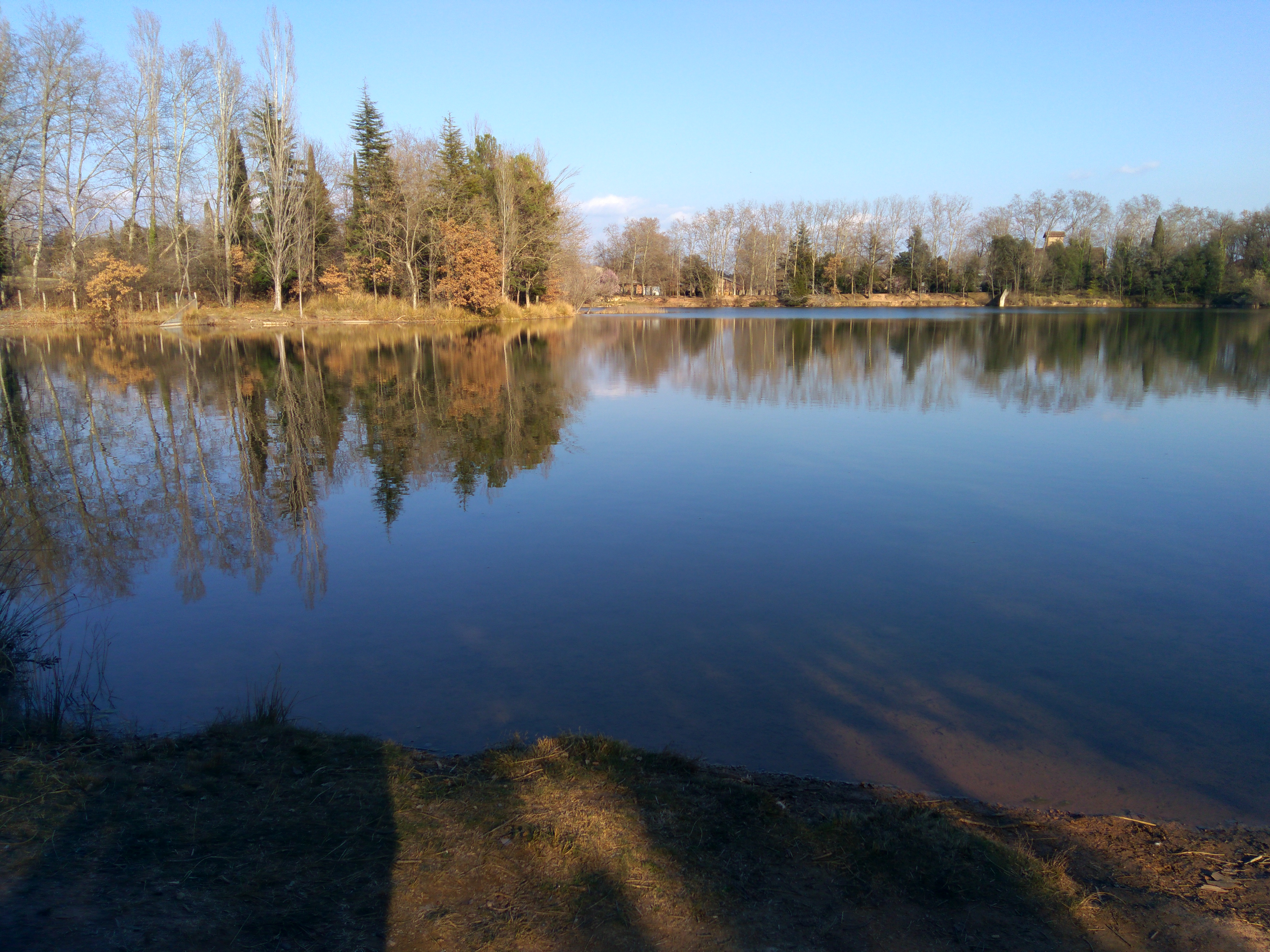
Estany de Graugés.

Graugés és un nucli del municipi d'Avià (Berguedà), originat en una antiga colònia agrícola. L'any 2014 aquest nucli tenia 163 habitants. El nom prové de la masia coneguda actualment com a Casavella de Graugés. Els Rosal, una família d'industrials, van construir en aquest lloc una empresa agrícola amb el sistema de colònia, que ja coneixien prou bé després d'haver creat la colònia Rosal. Construïren, també, l'estany del mateix nom, amb una fondària de 18 m. i 100 m. d'amplada, amb el qual convertiren en regadiu unes propietats que tradicionalment eren de secà.

## Descripció
L'antiga Colònia Agrícola de Graugés constituïa un recinte que ocupava una important extensió de terreny format per diferents elements: un sector central on es concentraven oficines, magatzems i dependències; els blocs de pisos on vivien els treballadors; les zones de cultiu; una farinera; els estanys, i carreteres. El sector central de l'explotació s'articula al voltant d'una plaça rectangular on s'ubiquen una sèrie d'edificis amb característiques constructives similars, destinats a diferents usos. Són edificis de planta rectangular, de pedra, amb les cantoneres de les finestres i portes de maó i teulada a dues vessants de teula àrab. Els edificis que estan situats als angles tenen la teulada a quatre vents. Aquest conjunt està situat entre el llac gran i la carretera d'Avià a Casserres. Actualment una part d'aquests edificis s'ha destinat a un restaurant, una altra part resta abandonada i una altra fou ocupada per una explotació de vaques lleteres fins a finals de l'any 2000.

## Història
Els Rosal eren descendents de Berga on ja havien treballat en diferents branques del tèxtil i de fusteria els segles xvi i xviii. A finals del XVIII es traslladaren a Mataró, però a mitjan XIX tornaren a Berga on invertiren el seu capital a crear una gran fàbrica de riu: la colònia Rosal. Els germans Antoni i Agustí Rosal i Sala, que van néixer a Mataró, eren fills i nebots dels germans Rosal i Cortina que van fundar la fàbrica del Riu (colònia Rosal). Participaren activament en la vida política a la comarca i van ser uns grans impulsors de la indústria i l'agricultura. L'afany emprenedor va portar a Agustí Rosal i Sala a construir la Colònia Agrícola de Graugés, que destacà pel nivell tecnològic emprat.
Es va fundar entre els anys 1887 i 1889 en unes terres i masos que havien comprat a Graugés. Van construir pisos per als treballadors (carrer Vell, del Mig i Nou), una via fèrria que comunicava tot el complex, una explotació lletera, magatzems de farratges, molí de gra, forn i diferents serveis per als habitants. Una altra aportació destacable va ser un sistema per recollir els fems dels estables en un dipòsit subterrani per utilitzar.lo després com a adob.
Cap al 1890 hi havia maquinària de primera qualitat: una màquina de batre -la primera de la comarca-, màquines seleccionadores de llavors, llauradores, etc., així com gran quantitat de granges. A partir de 1920 es construïren nous habitatges desplaçats del nucli industrial al terme municipal d'Olvan i d'Avià, al costat de les àrees de servei.
Els cultius eren rotatius i es va fer un sistema de regadiu dels camps construint els llacs artificials que actuaven com a dipòsits, als quals pujaven aigua del Llobregat i de la riera d'Avià i de Fontcaldes amb un sistema de canalització sense precedents a la comarca. De 425 hectàrees que tenia la finca, tres quartes parts eren de regadiu. A una descripció de l'any 1910 es diu que hi vivien 300 persones. Com a colònia disposava de diversos serveis -de manera semblant a les colònies tèxtils de la zona-: una escola regentada pel capellà de Graugés a la qual assistien els nens menors de 12 anys, una escola de nenes de la qual s'encarregava la comunitat de monges Carmelites de la Caritat, una botiga, caixa d'estalvis, auxili mèdic i centre de reunió per als treballadors. Hi havia una sala a la planta baixa de la mateixa Torre de l'Amo que es va utilitzar com a església fins al 1894, quan es va construir la nova. L'explotació va ser visitada el 1908 pel rei Alfons XIII. L'any 1898 se'ls va concedir la medalla d'or del IACSI en ser la primera colònia que feia servir electricitat per a usos agrícoles. Va ser la primera explotació a la comarca amb una màquina de batre elèctrica, també hi havia una màquina per seleccionar grans i esgranadores de blat de moro. A la mort dels germans Rosal, la propietat, que era indivisa, va quedar per a les vídues i fills. El 1916 es dividia, i va quedar la colònia Agrícola per als successors d'Agustí i la fàbrica del riu per als successors d'Antoni. A partir d'aquest moment la colònia entrà en una crisi i davallada que va portar al tancament definitiu. El 1943 encara es mantenia en funcionament el forn i el molí de Graugés d'una mola, situats a una nau de la plaça. També es va instal·lar una fàbrica de filats de cotó que va funcionar de 1928 a 1930 a nom de Roberto Vicent Noutier, amb 3.000 fusos de filar i 1.600 fusos de tòrcer. A partir del 1928 rebrà el nom Hilaturas Ibéricas S.A. i es mantindrà fins al 1942.